# Kroger

The Kroger Co. es una empresa de supermercados en los Estados Unidos. Tiene su sede en Cincinnati, la tercera ciudad más poblada del estado de Ohio (Estados Unidos). En 2009 Kroger era número 22 en las empresas de Fortune 500.
Kroger operá supermercados en 30 estados de Estados Unidos con diferentes nombres, incluyendo Fred Meyer (noroeste del Pacífico), Ralphs (Sur de California), Fry's (Arizona), Smith's (Utah), Mariano's (Illinois) y Food 4 Less (Sur de California e Illinois). 

## Galería

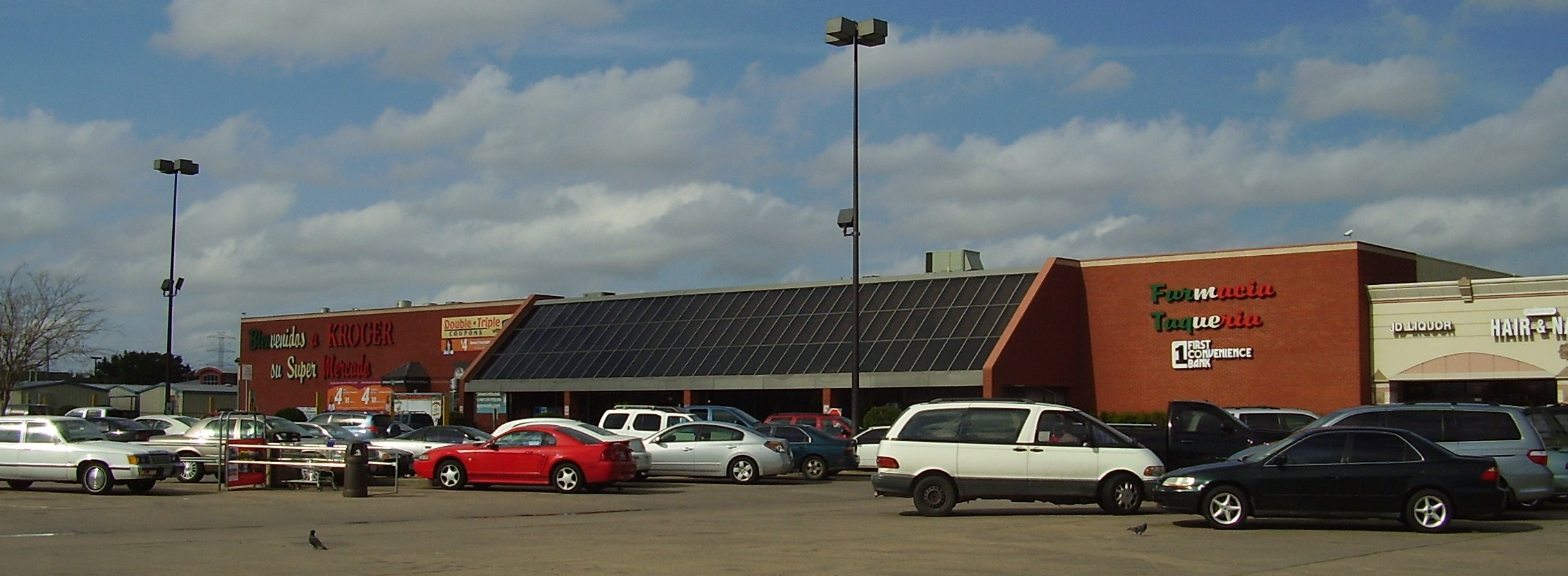
Un antiguo supermercado de Kroger en Gulfton, Houston, Texas